# Bad Häring
Bad Häring ist eine Gemeinde mit 2987 Einwohnern (Stand 1. Jänner 2024) im Bezirk Kufstein in Tirol. Die Gemeinde liegt im Gerichtsbezirk Kufstein. Der gleichnamige Hauptort ist Sitz der Gemeindeverwaltung.

## Geografie
Die Gemeinde zwischen Wörgl und Kufstein, auf einem Hochplateau oberhalb des Inntales am Fuße des Pölven. Der Ortskern des ehemaligen Knappendorfs ist von mehreren Weilern umgeben.

### Gemeindegliederung
| Katastralgemeinden | Ortschaften in der Gemeinde |
| ------------------ | --- |
| Häring (9,28 km²)  | Bad Häring (D) Burg (R) Kötsching (R) Osterndorf (D) Dreigrafen (R) Fleck (R) Unterstein (R) Schönau (D) Ag (W) Harrein (W) Haslach (W) |
| Legende            | |

| In der Spalte Katastralgemeinden sind sämtliche Katastralgemeinden einer Gemeinde angeführt. In der Klammer ist die jeweilige Fläche in km² angegeben. |
| In der Spalte Ortschaften sind sämtliche von der Statistik Austria erfassten Siedlungen, die auch eine eigene Ortschaftskennziffer aufweisen, angeführt. In der Hierarchieebene derselben Spalte, rechts eingerückt, werden nur Ansiedlungen, die mindestens aus mehreren Häusern bestehen, dargestellt. Die wichtigsten der verwendeten Abkürzungen sind: - M = Hauptort der Gemeinde - Stt = Stadtteil - R = Rotte - W = Weiler - D = Dorf - ZH = Zerstreute Häuser - Sdlg = Siedlung - Hgr = Häusergruppe - E = Einzelgehöft (nur wenn sie eine eigene Ortschaftskennziffer haben) Die komplette Liste der Statistik Austria ist in: Topographische Siedlungskennzeichnung nach STAT Zu beachten ist, dass manche Orte unterschiedliche Schreibweisen haben können. So können sich Katastralgemeinden anders schreiben als gleichnamige Ortschaften bzw. Gemeinden. Quelle: Statistik Austria – Liste für Tirol (PDF) |

### Nachbargemeinden
|            |                                             | Schwoich |
| Kirchbichl | Kompassrose, die auf Nachbargemeinden zeigt | Söll     |
|            |                                             |          |

## Geschichte
In einer Tauschurkunde von 1298 wird der Ort als Gut ze Herringe erstmals schriftlich erwähnt. Der Name geht auf den althochdeutschen Personennamen Heri (‚Krieger‘) mit -ing-Suffix zurück. Die Siedlung zählte ursprünglich zum Gericht Schwoich und kam 1593 zum Gericht Kufstein.
Ab der zweiten Hälfte des 18. Jahrhunderts bis 1954 wurde Braunkohle abgebaut. Seit 1854 wird Mergel und Kalkstein für die Zementherstellung an Steinbrüchen des Pölven gewonnen.
Das Gestein um Bad Häring ist zudem bekannt für seine fossilen Pflanzen, die sich in der Mergelschicht erhalten haben. Der renommierte k. u. k. Paläobiologe Constantin von Ettingshausen führte hier von 1850 bis 1852/53 Studien durch und machte Bad Häring mit seinem Schriftwerk Die tertiäre Flora von Häring in Tirol (1853) über die Reichsgrenzen hinaus bekannt.
1951 wurde eine starke Schwefelquelle gefunden, die den Gesundheitstourismus förderte. Vor allem Erkrankungen und Beschwerden des Bewegungsapparates und rheumatische Erkrankungen der Gelenke und Gefäße sowie Wirbelsäulenschäden werden behandelt. Seit 1965 trägt Häring den Beinamen „Bad“.
Bad Häring ist seit 1996 der erste Tiroler „Bäderkurort“ (kein Luftkurort). Mit Bescheid des Amtes der Tiroler Landesregierung wurde die Gemeinde Bad Häring von der Tiroler Landesregierung als Kurort anerkannt. Als Name des Kurortes wurde „Bäderkurort (Schwefelheilbad)“ bestimmt. Neben den Bädern wird auch eine Kältetherapiekammer betrieben.

### Einwohnerentwicklung
| Bad Häring: Einwohnerzahlen von 1869 bis 2024       | Bad Häring: Einwohnerzahlen von 1869 bis 2024 | Bad Häring: Einwohnerzahlen von 1869 bis 2024 | Bad Häring: Einwohnerzahlen von 1869 bis 2024 | Bad Häring: Einwohnerzahlen von 1869 bis 2024 |
| --------------------------------------------------- | --------------------------------------------- | --------------------------------------------- | --------------------------------------------- | --------------------------------------------- |
| Jahr                                                |                                               |                                               |                                               | Einwohner                                     |
| 1869                                                | 1869                                          |                                               | 740                                           | 740                                           |
| 1880                                                | 1880                                          |                                               | 1.043                                         | 1.043                                         |
| 1890                                                | 1890                                          |                                               | 1.080                                         | 1.080                                         |
| 1900                                                | 1900                                          |                                               | 1.470                                         | 1.470                                         |
| 1910                                                | 1910                                          |                                               | 1.709                                         | 1.709                                         |
| 1923                                                | 1923                                          |                                               | 1.772                                         | 1.772                                         |
| 1934                                                | 1934                                          |                                               | 1.774                                         | 1.774                                         |
| 1939                                                | 1939                                          |                                               | 1.656                                         | 1.656                                         |
| 1951                                                | 1951                                          |                                               | 1.814                                         | 1.814                                         |
| 1961                                                | 1961                                          |                                               | 1.807                                         | 1.807                                         |
| 1971                                                | 1971                                          |                                               | 1.922                                         | 1.922                                         |
| 1981                                                | 1981                                          |                                               | 2.065                                         | 2.065                                         |
| 1991                                                | 1991                                          |                                               | 2.197                                         | 2.197                                         |
| 2001                                                | 2001                                          |                                               | 2.265                                         | 2.265                                         |
| 2011                                                | 2011                                          |                                               | 2.566                                         | 2.566                                         |
| 2021                                                | 2021                                          |                                               | 2.905                                         | 2.905                                         |
| 2024                                                | 2024                                          |                                               | 2.987                                         | 2.987                                         |
| Quelle(n): Statistik Austria, Gebietsstand 1.1.2021 |                                               |                                               |                                               |                                               |

## Kultur und Sehenswürdigkeiten
- Die Pfarrkirche St. Johann Baptist wurde 1397 erstmals urkundlich erwähnt, ist im Kern spätgotisch und wurde 1732 barockisiert.
- Die Antoniuskapelle stammt aus dem Jahre 1708.

## Wirtschaft und Infrastruktur
Der Tourismus im zweisaisonalen Fremdenverkehrsort ist von wirtschaftlich erstrangiger Bedeutung. Die Anzahl der Übernachtungen stieg von 175.000 im Jahr 2010 auf 208.000 im Jahr 2019.
Das Rehabilitationszentrum Häring der Allgemeinen Unfallversicherungsanstalt wurde 1973 eröffnet und zwischen 2005 und 2011 saniert und umgebaut. Seit dem Umbau stehen 80 Zimmer für 136 Patienten zur Verfügung.

## Politik
Die Gemeinde ist Mitglied im Klimabündnis Tirol und Teil des Tourismusverbandes Kufsteinerland.

### Gemeinderat
In den Gemeinderat werden 15 Mandatare gewählt.
| Partei                            | 2022  | 2022    | 2016  | 2016    | 2010  | 2010    |
| Partei                            | %     | Mandate | %     | Mandate | %     | Mandate |
| --------------------------------- | ----- | ------- | ----- | ------- | ----- | ------- |
| Bürgermeisterliste Hermann Ritzer | 50,20 | 8       | 56,49 | 9       | 57,44 |         |
| Gründenkende Bad Häring 1)        | 26,14 | 4       | 16,61 | 2       | 8,47  |         |
| Wir für Bad Häring                | 23,66 | 3       |       |         |       |         |
| Volkspartei Bad Häring – ÖVP      |       |         | 26,90 | 4       | 24,39 |         |
| Namensliste Zehetner-Lackstätter  |       |         |       |         | 9,70  |         |

1) die Partei trat 2016 unter dem Namen „Grüne Liste Bad Häring“ an.

### Bürgermeister seit 1899
- 1899–1919 Josef Horngacher, Mahrerbauer
- 1919–1922 Remigius Margreiter, Bergbeamter (SPÖ)
- 1922–1926 Karl Lapper, Bergbeamter (SPÖ)
- 1926–1932 Remigius Margreiter, Bergbeamter (SPÖ)
- 1932–1934 Hans Zingerle, Lehrer (SPÖ)
- 1935–1938 Josef Horngacher, Mahrerbauer
- 1938–1940 Hans Mauracher, Handelsangestellter
- 1940–1945 Jakob Gasteiger, Kötschingbauer
- 1945–1946 Anton Aufinger, Liefertbauer
- 1946–1956 Adolf Netsch, Bergbeamter (SPÖ)
- 1956–1962 Otto Schnalzger, Bahnbediensteter (SPÖ)
- 1962–1983 Ludwig Gründhammer, Geschäftsführer (SPÖ)
- 1983–2003 Ernst Gruber, Fachlehrer (SPÖ)
- seit 2003 Hermann Ritzer, Bundesbahn-Bediensteter (SPÖ)

### Wappen
Blasonierung: Von Gold und Blau gevierteter Schild mit Kanne auf den Plätzen 1 und 4 und gekreuzten Hämmern auf den Plätzen 2 und 3 in verwechselten Farben.
Das 1974 verliehene Gemeindewappen verweist mit den gekreuzten Hämmern auf den traditionsreichen Bergbau und mit dem Krug auf die Heilquelle.

## Persönlichkeiten

### Söhne und Töchter der Gemeinde
- Franz Lenhart (1898–1992), Werbegrafiker und Maler
- Josef Lenzi (1924–1993), Politiker (SPÖ)
- Vinzenz Baldemair (1940–2012), Propst des Stiftes Mattsee 1996–2012
- Gebhard Bucher (1954–2013), Gastronom

## Bilder

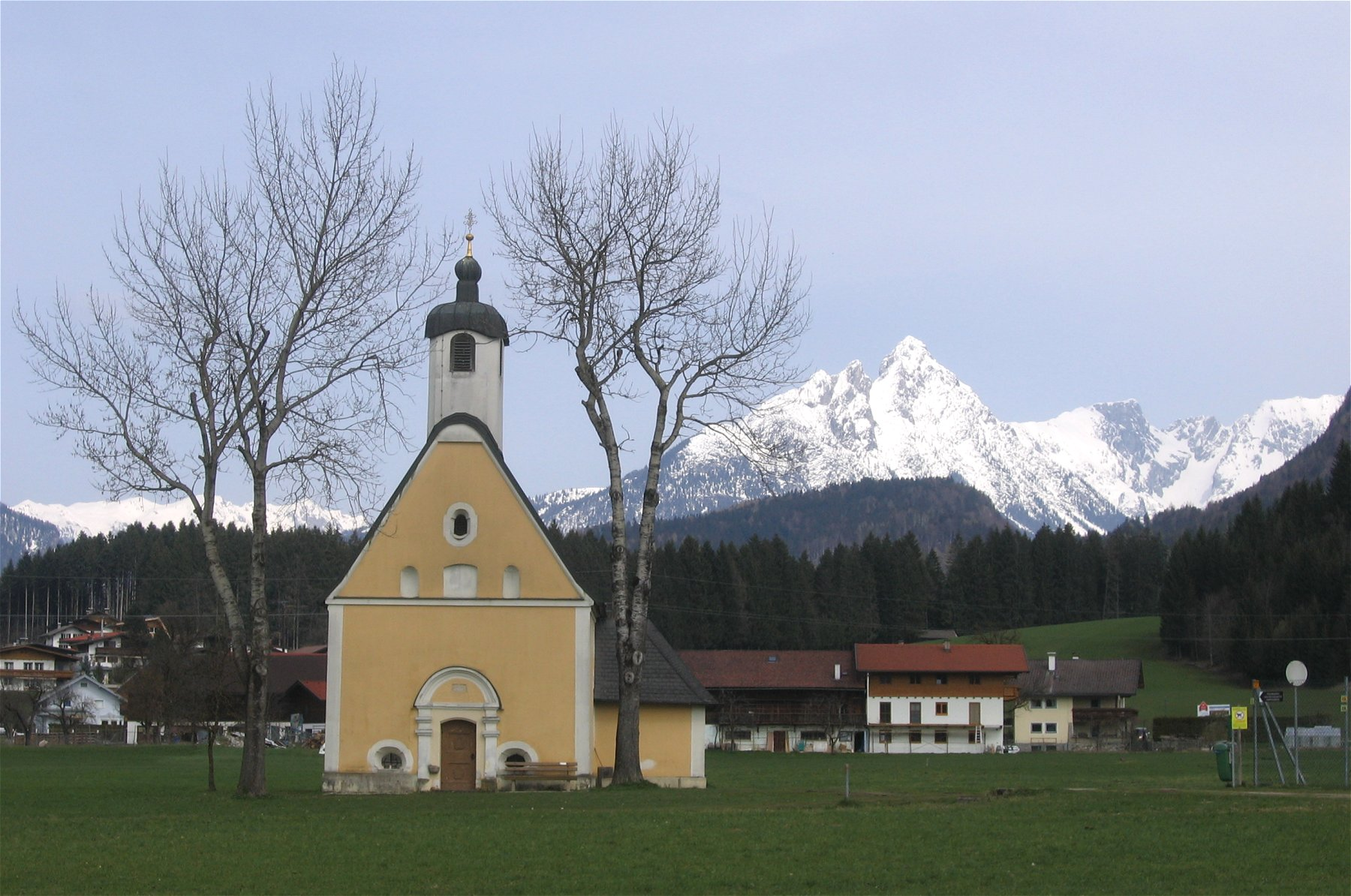
Antoniuskapelle, mit Scheffauer und Zettenkaiser
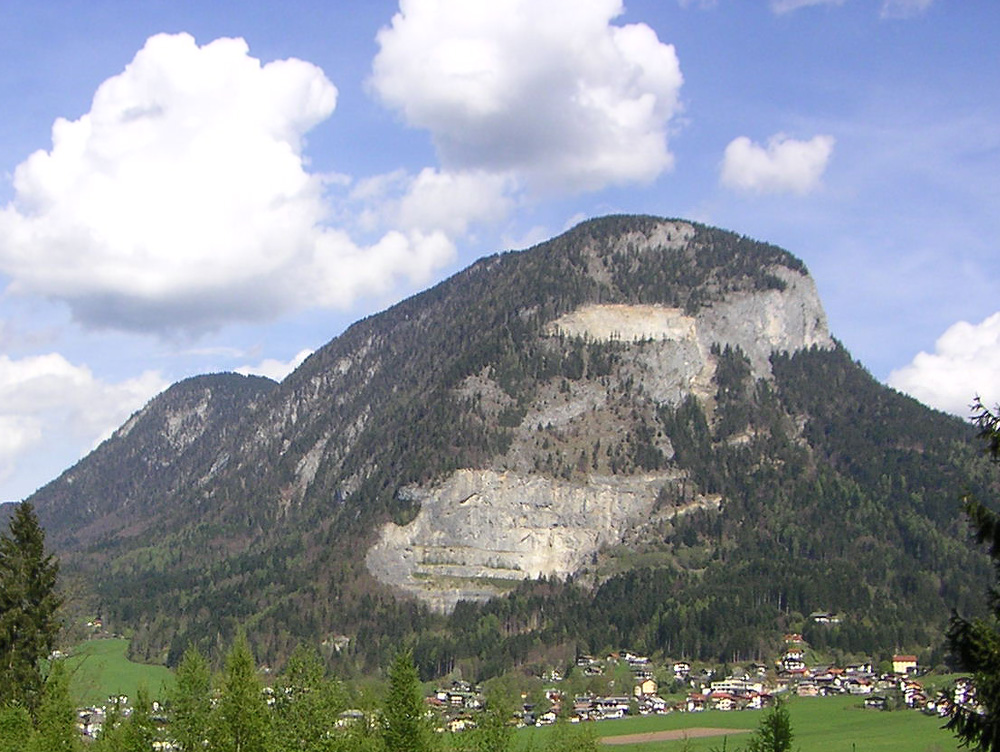
Großer und im Hintergrund kleiner Pölven, gesehen von Bad Häring aus, Mai 2005
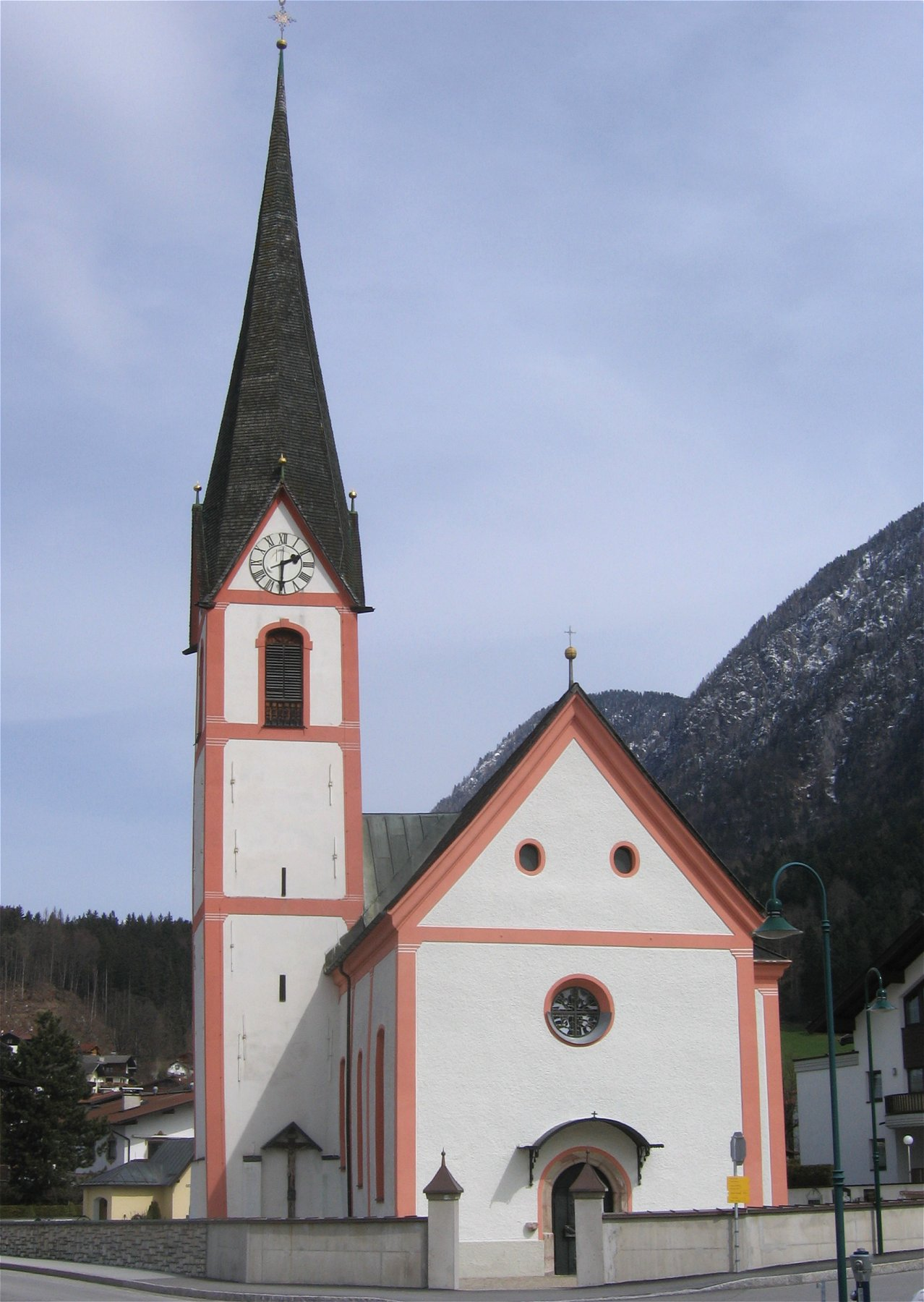
Pfarrkirche
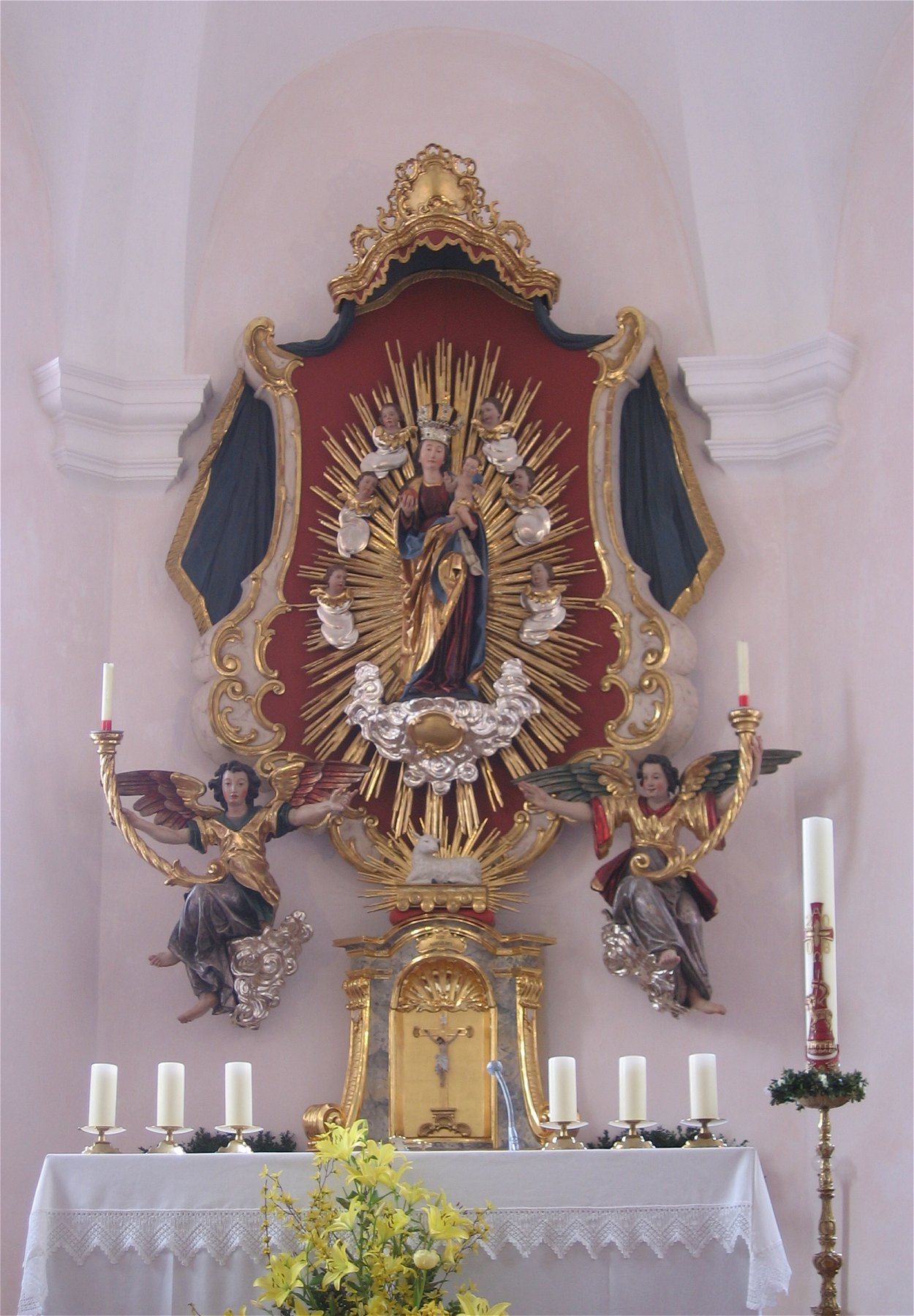
Altar in der Pfarrkirche